# 최진성
최진성(1975년 ~ )은 대한민국의 영화 감독, 각본가이다. 최진성의 작품은 경제 발전의 강력한 파동으로 인한 변방의 한국 사회의 여러 면을 들추어내고 있다.
또, 2012년 다큐멘터리 작품 I AM.을 감독하기도 했다.

## 참여 작품
- 다세포 소녀
- I AM.
- 소녀 (2013년 영화)
- N번방 사건